# Rachelle Boone-Smith
Rachelle Boone-Smith (Estados Unidos, 30 de junio de 1981) es una atleta estadounidense, especialista en la prueba de 200 m, con la que ha logrado ser subcampeona mundial en 2005.

## Carrera deportiva
En el Mundial de Helsinki 2005 ganó la medalla de plata en 200 metros, con un tiempo de 22.31 segundos, quedando en el podio tras su compatriota la también estadounidense Allyson Felix y por delante de la francesa Christine Arron.